# Шогитаи
Шогитаи (јап. 彰義隊 „Shōgitai“ - у преводу "Лига која демонстрира праведност") била је једна од елитних јединица шогуната током Бакумацу периода у Јапану. Јединица Шогитаи је имала велику улогу у биткама Бошин рата, посебно у првој бици у Тоба-Фушими као и у борби за Уено у којима су скоро искорењени.